# Bertrando de' Rossi (1429)
Bertrando dei Rossi (1429 – 1502) è stato un nobile italiano conte di Berceto.

## Biografia
Bertrando dei Rossi, figlio primogenito e naturale di Pier Maria II de' Rossi, nacque intorno al 1429, la madre si ritiene che fosse una tale Simona e che fosse di umili origini. Nulla si sa della sua giovinezza, ciò che è certo è che nonostante la caduta in disgrazia dei fratelli Giovanni e Giacomo, venne inizialmente escluso da padre dal testamento del 1464, nel quale vennero designati eredi legittimi Guido, Bernardo e il figlio naturale Ottaviano.

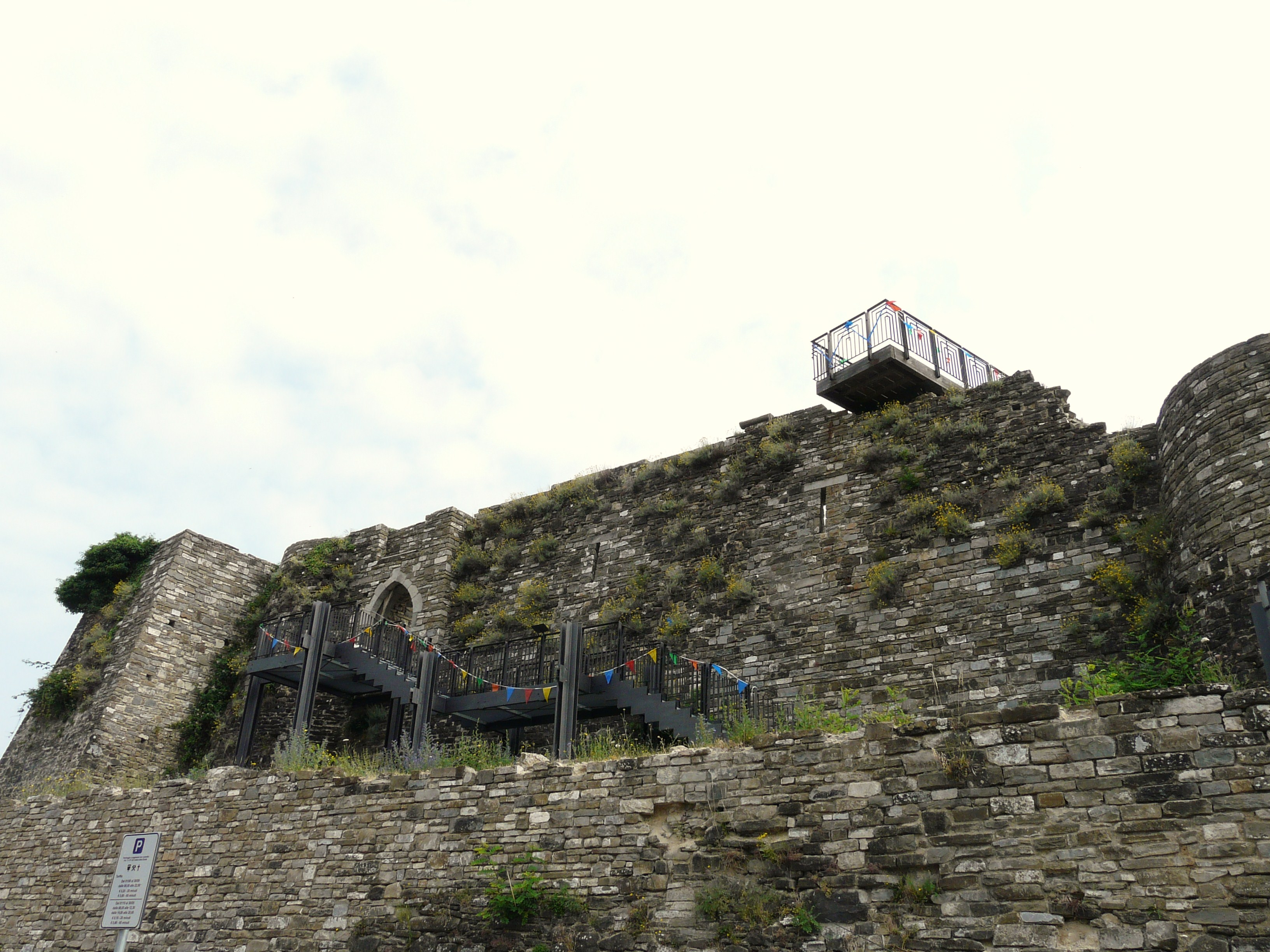
I resti del castello di Berceto

Tuttavia nel 1480, premorti Bernardo e Ottaviano, Pier Maria II si risolse di suddividere l'eredità dello stato rossiano in due feudi distinti: il primo che comprendeva i castelli della pianura compresa la Rocca di San Secondo, ove la famiglia normalmente risiedeva, al figlio Guido, mentre a Bertrando lasciò la contea di Berceto, comprendente i villaggi di Pagazzano, Bergotto e dintorni, Fugazzano, Ghiare, Valbona e i castelli di Roccaprebalza, Corniana, Roccalanzona e Bardone, imponendo a Guido di difendere i possedimenti del fratello e di versargli in alcune condizioni somme di denaro.
Tale eredità fu contestata da Guido e forse proprio per questo Bertrando si risolse a schierarsi nel 1482 con Ludovico il Moro contro il fratello nella cosiddetta Guerra dei Rossi.Bertrando, infatti, si fece confermare dal Moro le terre lasciategli dal padre in cambio del giuramento di vassallaggio e della concessione del Castello di Berceto come base strategica per le operazioni contro i manieri del fratello Guido e ricevendo soccorsi nientemeno che da Gianfrancesco I Pallavicino, acerrimo nemico del padre.
Per i servigi resi, Ludovico il Moro lo confermò ufficialmente nei suoi feudi nel 1490 con il titolo di conte di Berceto.
Nel 1495, durante la Guerra d'Italia che vide contrapposti il Regno di Francia e il Ducato di Milano agli imperiali e Venezia, Bertrando ospitò per alcuni giorni Carlo VIII di Francia nel castello di Berceto, al re venne offerto vettovagliamento e durante la visita Bertrando strappò da Carlo la promessa di reinsidiare il fratello Giovanni a San Secondo e negli altri feudi di pianura che erano stati a suo tempo di Guido. Ottenuto l'impegno, Bertrando comunicò al fratello in data 12 aprile 1495 l'avvenuto accordo, mentre negli stessi giorni anche il figlio di Giovanni, Troilo ebbe modo di farsi conoscere ed essere in contatto con il re.
Tuttavia il cambio di alleanze di Ludovico il Moro che passò dalla parte di Venezia contro i francesi, portò all'arresto di Bertrando e alla confisca del feudo di Segalara dove spesso Bertrando risiedeva. Del suo caso si interessò, nell'estate del 1495, il marchese di Mantova Francesco Gonzaga che, riconoscendo la buona fede del conte, con l'intercessione di Beatrice d'Este riuscì a convincere Ludovico a perdonarlo:
(Jacopo d'Atri, Croniche del marchese di Mantova.)
Assolto e liberato dopo due anni ,nel 1497, Bertrando rientrò in possesso dei suoi beni lasciandoli alla morte avvenuta nel 1502 al nipote Troilo I marchese di San Secondo, la donazione al nipote è dovuta al fatto che Bertrando non ebbe figli.

## Discendenza
Dai matrimoni con Polissena Arluno prima e Pietra Malaspina poi, non nacque alcun figlio.